# Kālāigaon
Kālāigaon är en ort i Indien.   Den ligger i distriktet Udalguri och delstaten Assam, i den östra delen av landet, 1 500 km öster om huvudstaden New Delhi. Kālāigaon ligger 73 meter över havet och antalet invånare är 110 862.
Terrängen runt Kālāigaon är mycket platt. Runt Kālāigaon är det tätbefolkat, med 530 invånare per kvadratkilometer. Kālāigaon är det största samhället i trakten. Trakten runt Kālāigaon består till största delen av jordbruksmark.